# 야마다촌 (교토부)
야마다촌(일본어: 山田村)은 일본 교토부 요사군에 있던 촌이다.

## 역사
- 1889년 4월 1일 - 정촌제 시행에 의해 가미야마다촌, 시모야마다촌의 구역을 가지고 성립하였다.
- 1955년 3월 1일 - 이와야촌, 이치바촌, 미고우치촌, 이시카와촌과 합병해 노다가와정이 성립, 동일 야마다촌은 폐지되었다.

## 교통

### 철도
- 일본국유철도
  - 미야즈선 (현 교토탄고철도 미야토요선
- 가야철도
  - 가야철도선 (1985년 폐선)

### 도로
- 국도 제176호선

## 참고문헌
- 가도카와 일본 지명 대사전 26 京都府